# Dur
| I denna artikel     |
| används tonnamnen   |
| Bess (B♭) och B.    |
| Se olika skrivsätt. |

Dur är en typ av modus som använder en durskala och alltså, till skillnad från molltonarterna, har stor ters, sext och stor septima. Ordet dur kan också syfta på ett enskilt ackord som har en stor ters.
Ibland tolkas durtonarter inom musik som en framställning av positiva känslor, att dur är "glatt" medan moll är "ledset". Ordet dur kommer från latinets durus, hård, och syftar på den bokstav b durum, hårt b, som skrevs ungefär som ett återställningstecken (♮) och bland annat användes som beteckning för den stora tersen i tidig musiknotation.
För att konstruera en durskala måste man först välja en grundton. Det kan vara vilken som helst av tonerna, och den här första tonen i durskalan kallas tonika. För att nå den andra tonen i skalan så skall man sedan förflytta sig två halva tonsteg upp. Den andra tonen är även känd som supertonika. Sedan skall man återigen förflytta sig två halva tonsteg från dåvarande position och då landar man på den tredje tonen i skalan, som heter mediant. För att nå fjärde tonen förflyttar man sig sedan enbart ett halvt tonsteg upp, denna ton är även känd som subdominant. Går man återigen två halva tonsteg upp hamnar man på en dominant, den femte tonen i skalan. Två halva tonsteg från dominanten ligger den sjätte tonen i durskalan, känd som submediant. Nästa ton ligger ytterligare två halva tonsteg från submedianten och kallas subtonika. Efter ett halvt tonsteg från subtonikan är man tillbaka till grundtonen en oktav upp och denna ton kallas just oktav.
Detta kan också beskrivas med hjälp av formeln: 
Grundton +2 +2 +1 +2 +2 +2 +1
| Grundton | +2          | +2      | +1          | +2       | +2         | +2        | +1    |
| -------- | ----------- | ------- | ----------- | -------- | ---------- | --------- | ----- |
| tonika   | supertonika | mediant | subdominant | dominant | submediant | subtonika | oktav |
| G        | A           | B       | C           | D        | E          | F#        | G     |
| C        | D           | E       | F           | G        | A          | B         | C     |